# ناحیه سوروتی
ناحیه سوروتی (به لاتین: Soroti District) یک منطقهٔ مسکونی در اوگاندا است که در استان شرقی، اوگاندا واقع شده‌است. ناحیه سوروتی ۳۲۲٬۰۰۰ نفر جمعیت دارد.